# Fronteira Ruanda–Tanzânia
A fronteira entre Ruanda e Tanzânia é uma fronteira internacional de 217 km de extensão que separa os territórios de Ruanda e Tanzânia, na África Oriental.
A fronteira é integralmente situada ao longo do curso do rio Kagera. Começa no ponto triplo das fronteiras Burundi-Tanzânia e Burundi-Ruanda. Depois de percorrer os 218 quilômetros do curso do Kagera, termina novamente no ponto triplo entre as fronteiras Uganda-Ruanda e Uganda-Tanzânia.

## Descrição
A rota segue principalmente o curso do rio Kagera começando ao sul na tríplice fronteira com o Burundi e continuando ao norte em direção à tríplice fronteira com Uganda na confluência do talvegue do Kagitumba com o Kagera . Com exceção de alguns segmentos retos, a fronteira se estende ao longo da linha média do rio Kagera. A fronteira separa a região tanzaniana de Kigoma da Província Oriental de Ruanda. 
Em 2014, a Ponte Internacional de Rusumo foi construída sobre o rio Kagera para facilitar o tráfego, ao mesmo tempo em que foi estabelecida uma alfândega comum aberta 24 horas por dia.

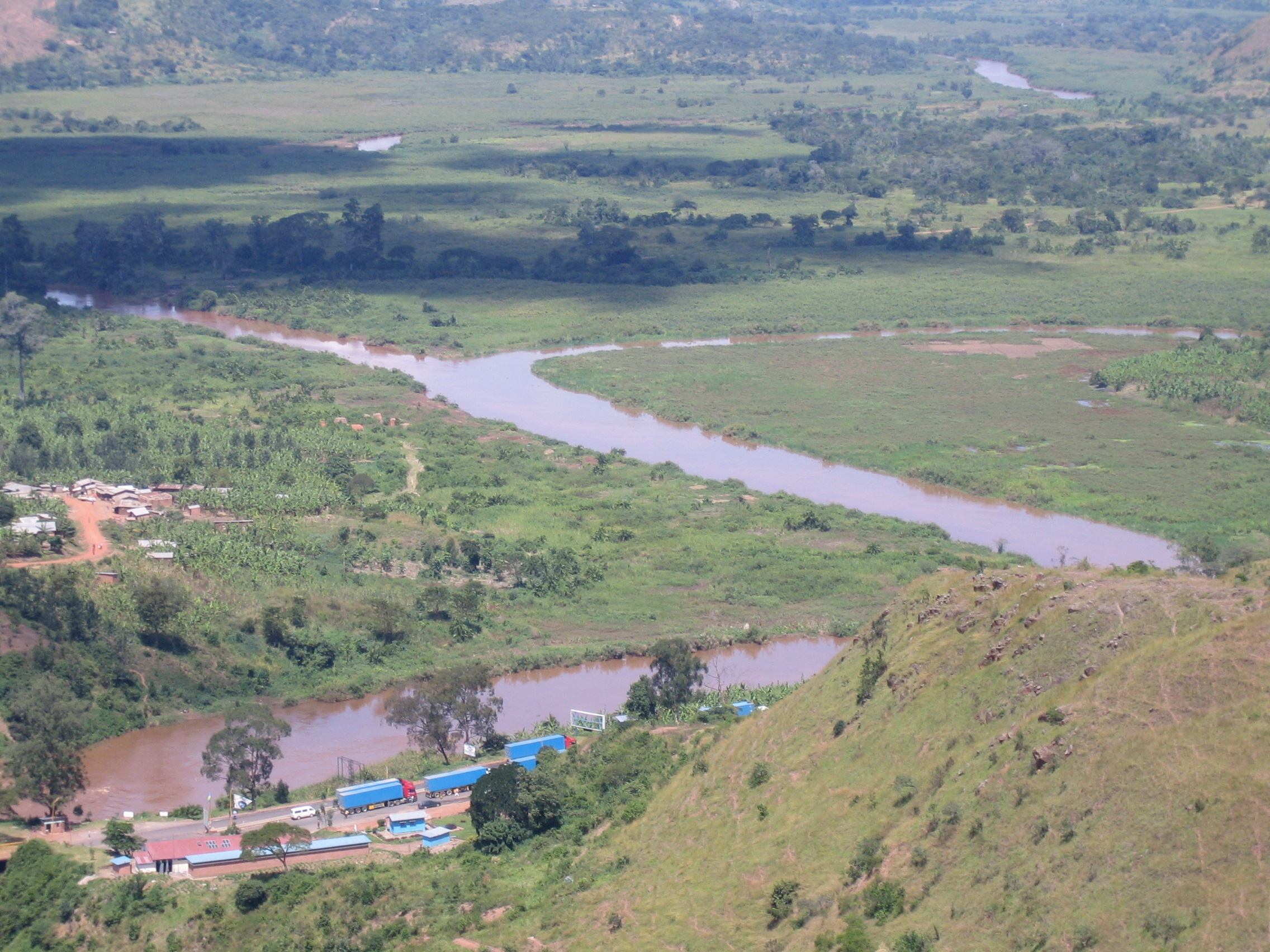
Confluência entre os rios Ruvubu e Kagera.